# Liya Kebede
Liya Kebede Embaixador(a) da boa vontade da OMS (Adis Abeba, 1 de março de 1978) é uma supermodelo e atriz etíope. Liya Kebede estrelou campanhas da Gap, Yves Saint-Laurent, Victoria's Secret, Emanuel Ungaro, Revlon, Dolce & Gabbana, Louis Vuitton e Carolina Herrera, entre outras.
Em 2009,estrelou no filme desert Flower (Flor do Deserto), com uma atuação digna à de uma atriz veterana, apesar de ser,a sua primeira personagem até então.
Segundo a revista Forbes, Liya Kebede foi, em 2006, a 11ª modelo mais bem paga do mundo, com ganhos estimados em 2,5 milhões de dólares e em 2007 a 15ª, com 1,5 milhões.
Liya Kebede foi colocada na 10ª posição na lista das 20 modelos-ícones, publicada pelo site norte-americano Models.com.
Em 2012 participou do filme O Capital de Costa-Gavras.
Em 2014, participou do filme Samba com o ator Omar Sy.